# 2238 Steshenko
2238 Steshenko eller 1972 RQ1 är en asteroid i huvudbältet som upptäcktes den 11 september 1972 av den rysk-sovjetiske astronomen Nikolaj Tjernych vid Krims astrofysiska observatorium på Krim. Den har fått sitt namn efter Nikolai Steshenko.
Asteroiden har en diameter på ungefär 14 kilometer.